# Дубока (Сливно)
Дубока је насељено место у саставу општине Сливно, Дубровачко-неретванска жупанија, Република Хрватска.

## Историја
До територијалне реорганизације у Хрватској налазила се у саставу старе општине Метковић.

## Становништво
На попису становништва 2011. године, Дубока је имала 128 становника.
| Број становника по пописима | Број становника по пописима | Број становника по пописима | Број становника по пописима | Број становника по пописима | Број становника по пописима | Број становника по пописима | Број становника по пописима | Број становника по пописима | Број становника по пописима | Број становника по пописима | Број становника по пописима | Број становника по пописима | Број становника по пописима | Број становника по пописима | Број становника по пописима |
| --------------------------- | --------------------------- | --------------------------- | --------------------------- | --------------------------- | --------------------------- | --------------------------- | --------------------------- | --------------------------- | --------------------------- | --------------------------- | --------------------------- | --------------------------- | --------------------------- | --------------------------- | --------------------------- |
| 1857                        | 1869                        | 1880                        | 1890                        | 1900                        | 1910                        | 1921                        | 1931                        | 1948                        | 1953                        | 1961                        | 1971                        | 1981                        | 1991                        | 2001                        | 2011                        |
| 0                           | 0                           | 28                          | 36                          | 43                          | 45                          | 0                           | 0                           | 28                          | 25                          | 22                          | 28                          | 26                          | 36                          | 130                         | 128                         |

Напомена: Исказује се од 1991. као самостално насеље настало издвајањем дела насеља Сливно Равно. Од 1880. до 1910. и у 1948. исказује се под именом Дубока, а 1921. и 1931. те од 1953. до 1981. под именом Дубока-Јуречићи, али као део насеља. У 1857, 1869, 1921. и 1931. подаци су садржани у насељу Сливно Равно.

### Попис1991.
На попису становништва 1991. године, насељено место Дубока је имало 36 становника, следећег националног састава:
| Попис 1991.‍  | Попис 1991.‍  | Попис 1991.‍ | Попис 1991.‍ | Попис 1991.‍ |
| ------------ | ------------ | ----------- | ----------- | ----------- |
|              |              |             |             |             |
| Хрвати       | Хрвати       |             | 31          | 86,11%      |
| Југословени  | Југословени  |             | 2           | 5,55%       |
| Аустријанци  | Аустријанци  |             | 1           | 2,77%       |
| Муслимани    | Муслимани    |             | 1           | 2,77%       |
| неопредељени | неопредељени |             | 1           | 2,77%       |
| укупно: 36   |              |             |             |             |